# Verband Pfälzer Vereine für Bewegungsspiele
Der Verband Pfälzer Vereine für Bewegungsspiele (VPVfB) war ein lokaler Fußballverband für die Pfalz.

## Gründung
Der VPVfB wurde am 7. März 1903 gegründet, 1. Vorsitzender wurde der Landauer Eugen Seybold. Ab dem 5. Juli 1903 wurde die erste Meisterschaft des Verbandes in einer Klasse mit fünf Vereinen in einer Einfachrunde ausgetragen. Meister wurde der FC 1900 Kaiserslautern, der alle vier Spiele gewann. Weiterhin beteiligten sich der FC Bavaria 1902 Kaiserslautern, FC Zweibrücken, Landauer FG 1902 und FC Pirmasens an den Punktspielen.

## Entwicklung
Bei einem im Oktober 1902 ausgetragenen Turnier des FC Bavaria Speyer gewann der FC Palatia Kaiserslautern das Finale. Ende August 1903 wurde anlässlich eines Kursus für 30 Lehrer, der vom „Zentralausschuss zur Förderung der Volks- und Jugendspiele“ organisiert wurde, ein Fußballspiel zweier Auswahlmannschaften des Verbandes ausgetragen um den Fußball auch in die Pfälzer Schulen zu bringen.
Noch im Sommer 1903 wollte der Verband dem Deutschen Fußball-Bund (DFB) beitreten, ohne vorher Mitglied des Verbandes Süddeutscher Fußball-Vereine (VSFV) zu werden. Der VSFV legte beim DFB sein Veto ein, wodurch der Aufnahmeantrag abgelehnt wurde. Dadurch blieb der Pfälzer Verband noch zwei Jahre lang unabhängig.
Die Anzahl der Mitgliedsvereine nahm rasch zu, die Saison 1904/05 wurde zuerst in zwei Abteilungen Ost und West gespielt, weiter gab es auch noch eine eingleisige 1. und 2. Klasse.
Am 14. Mai 1905 stimmten die Mitgliedsvereine des Verbandes einstimmig dem Beitritt in den Verband Süddeutscher Fußball-Vereine (VSFV) zu. Dennoch wurde für die folgende Saison 1905/06 noch ein eigener Spielplan herausgegeben. Dieser wurde vom VSFV so übernommen, nachdem sich der Verband Pfälzer Vereine für Bewegungsspiele Ende September 1905 aufgelöst hatte.

## Meister des Verbandes Pfälzer Vereine für Bewegungsspiele
- Saison 1903:
  - 1. Klasse: FC 1900 Kaiserslautern

- Saison 1904/05:
  - 1. Klasse Abteilung West: FC 1900 Kaiserslautern
  - 1. Klasse Abteilung Ost: FC Pirmasens
  - 1. Klasse Gesamt: FC Palatia Kaiserslautern
  - 2. Klasse Gesamt: FC Palatia Kaiserslautern II
  - 1. Klasse Meisterschaft der Pfalz: FC 1900 Kaiserslautern